# Red River, Novi Meksiko
Red River je odmorišni grad u okrugu Taosu u američkoj saveznoj državi Novom Meksiku. Prema popisu stanovništva SAD 2010. u ovdje je živjelo 477 stanovnika.

## Zemljopis
Nalazi se na 36°42′23″N 105°24′19″W / 36.70639°N 105.40528°W (36.706311, -105.405271). Prema Uredu SAD-a za popis stanovništva, zauzima 2,7 km2 površine, od čega 2,6 suhozemne.
Nalazi se u južnom dijelu Stjenjaka, dijelu gorja Sangre de Cristo. U potpunosti ga okružuje Nacionalna šuma Carson.

## Povijest
Povijest Red Rivera seže u 1870-e godine, kad su rudare iz obližnjeg Elizabethtowna u dolini Moreno privukli nalazišta zlata, a traperi su ovdje tražili lovinu. Ime je dobio prema stalnom potoku Red Riveru koji je tekao kroz grad, a slijevao se sa sjevernih padina Wheelerovog vrha.  Do 1895. Red River bio je prosperitetno logorište rudara koji su vadili zlato, srebro i bakar kojih je bilo u izobilju. Stanovnika je bilo oko tri tisuće. Vrhunac rudarske djelatnosti bio je oko 1897., a do 1905. rudarstvo je splasnulo, no grad je preživio, stekavši reputaciju kao veliko mjesto za bijeg od vrućina i raj za ribiče koji su lovili pastrve. Posljednji znatniji pokušaji rudarenja bili su 1931. godine, a dotad je turizam već postao glavnim izvorom prihoda.

## Stanovništvo
Prema podatcima popisa 2000. u Red Riveru bilo je 484 stanovnika, 234 kućanstva i 138 obitelji, a stanovništvo po rasi bili su 92,56% bijelci, 1,03% Indijanci, 3,72% ostalih rasa, 2,69% dviju ili više rasa. Hispanoamerikanaca i Latinoamerikanaca svih rasa bilo je 9,30%.

## Vanjske poveznice
- Gradske stranice
- Trgovinska komora  Arhivirana inačica izvorne stranice od 26. ožujka 2015. (Wayback Machine)
- Skijalište u Red Riveru  Arhivirana inačica izvorne stranice od 29. listopada 2005. (Wayback Machine)